# Joan Dalmau i Comas
|  | No s'ha de confondre amb Joan Dalmau i Coma. |

Joan Dalmau i Comas   (Montgat, 22 d'agost de 1924 - Montgat, 16 d'agost de 2006) va ser un jugador de bàsquet català de la dècada de 1940.
Durant tota la seva carrera va jugar a la Unió Esportiva Montgat, tot i que va rebre ofertes per fitxar pel FC Barcelona o la Virtus Bolonya. S'inicià a la Biblioteca Popular, nom que rebia el club abans de convertir-se en UE Montgat, el 1939, passant al primer equip el 1941. Amb el Montgat arribà a la final de la Copa d'Espanya la temporada 1945-46.
Fou conegut amb el sobrenom del gat per la seva capacitat del salt.
Amb la selecció espanyola absoluta jugà 38 partits i disputà el Campionat del Món de bàsquet de 1950. L'any següent guanyà la medalla d'argent als Jocs Mediterranis de 1951.
La temporada 1954-55 es retirà a causa d'una lesió, i el seu club l'homenatjà el 1956.
El seu germà Josep Dalmau i Comas també va ser jugador i entrenador de bàsquet.